# 茶餘客話
《茶餘客話》，三十卷，清代筆記，阮葵生著。

## 內容主旨
《茶餘客話》約寫成於乾隆三十六年（1771年）以前，書成後一直存放在家中。作者去世後二年，生前同僚戴璐選印十二卷節本。1888年，邑人王锡祺得其遺稿，予以資助出版，印本为二十二卷。《茶餘客話》內容十分龐雜，原書無標題，共有一千七百餘條，長則千餘言，短的僅十多字，内容有政治、歷史、地理、文化、法律等。
作者運用手札小品的筆法，漫談所見所聞的國內外諸事。時間以清代為主軸，內容則上涉皇室，下及庶民的食衣住行、政治制度、軍事配置、社會風俗、滿族傳統等無所不包，書中處處是隨性閒談逸趣之語，其輕鬆自然的風格，從篇名就可窺見。如：《依樣畫葫蘆》、《詩如大排筵席》、《纏頭回子國》、《用花煮茶》、《八股文壞文風文運》……等。用詞精準，引人入勝。例如《種痘》條記雍正三年牛痘的技術傳進中國，頗有療效。《兩頭蛇》條作者以親身經驗提到“見兩頭蛇必死”是迷信思想，不足為取。《舉世家之陋》中援引杨升庵之说；“士罕通经，健事末節，《五经》、《子》、《史》则割取碎语，抄节碎事，章句血脉，皆失其真。”
《茶餘客話》還注意輯錄戲曲、小說等方面的材料，例如谈《西游记》稱“观其中方言俚语，皆淮上之乡音街谈，巷弄市井妇孺皆解，而他方人读之不尽然，是则出淮人之手无疑。”後來魯迅、胡適等考證《西游记》皆受此啓發。广陵古籍出版社辑入《笔记小说大观》。